# Ивичеста хиена
Ивичестата хиена (Hyaena hyaena) е хищник, представител на семейство Хиенови. Обитава северна и централна на Африка и значителна част от Азия от Средиземно море до Бенгалския залив. Характерен вид е за индийския субконтинент, но не се среща на остров Цейлон. В Субсахарска Африка видът се среща по-рядко и практически местообитанията му не се припокриват с тези на петнистата хиена. В историческото минало видът е бил обитател и на Южна Европа и Мала Азия, като има наблюдения и от XXI век.

## Разпространение
Историческият ареал на местообитание на ивичестата хиена обхваща Западна Африка през Сахел до Танзания на изток. На север достига до Средиземно море преминава в Азия до Турция и Кавказките страни, а на юг целия Арабски полуостров. Преминава през Иран, някои страни от Централна Азия до Афганистан с изключение на най-високите части на страната в Хиндукуш. На юг обхваща голяма част от Индия. Днес разпространението на вида е изключително разпокъсано и е съставено от множество изолирани популации. Единствено в районите на Етиопия, Кения и Танзания популацията е по-плътна и сравнително добре запазена. Наблюдаван е и в Сирия и Пакистан, както и в Ливан и Йордания.
| Страна                       | Численост                                | Статус                                                                    | Заплахи / Защита |
| ---------------------------- | ---------------------------------------- | ------------------------------------------------------------------------- | --- |
| Афганистан                   | Неизвестна                               | Недостатъчни данни                                                        | Ивичестите хиени се ловят при спортен лов или се използват за медицински цели |
| Алжир                        | 50–100                                   | Застрашен вид                                                             | Въпреки че видът е защитен в страната числеността му непрекъснато намалява заради бракониерство, горски пожари и разрушаване на местообитанията му. |
| Буркина Фасо                 | 100–1000                                 | Недостатъчни данни                                                        | Числеността в Буркина Фасо макар и ниска е стабилна. Разрешен е ловът им само извън националните паркове и то в случаите когато се налага да се ограничат загубите на животновъдството                                                                    |
| Камерун                      | 100–1000                                 | Недостатъчни данни                                                        | Видът е защитен |
| Армения, Азербайджан, Грузия | 150–200                                  | Застрашен вид                                                             | Намалява и в трите страни. Дължи се на незаконен лов за добиване на кожи или в отговор на нападенията срещу хората. Други фактори са загуба на местообитания, дължащо се на изменение на средата и създаване на пасища за добитъка.                       |
| Чад                          | Неизвестна                               | Недостатъчно данни                                                        | |
| Египет                       | 1000–2000                                | Недостатъчни данни                                                        | Видът не е защитен и хиените се убиват или се тровят като вредители. Намалението им се дължи и на ограничената наличност на животински трупове, с които се хранят.                                                                                        |
| Етиопия, Джибути, Еритрея    | Неизвестна                               | Нисък риск в Етиопия, Недостатъчно данни в Еритрея, няма данни за Джибути | Етиопските хиени са специално защитени от 1974 г. Могат да бъдат ловувани под специално разрешение и след заплащането на такса равняваща се на около $20 и то с единствена цел трупът им да се използва за наука, образование или зоологическо проучване. |
| Индия                        | 1000–3000                                | Недостатъчни данни                                                        | Въпреки че са защитени, то числеността им остава постоянна само в рамките на защитени зони. В другите места се убиват от бракониери или представителите са в конкуренция с леопарди на фона на намалени хранителни запаси                                 |
| Иран                         | Неизвестна                               | Недостатъчно данни                                                        | Видът е защитен |
| Ирак                         | 100–1000                                 | Застрашен вид                                                             | Иракските популации на ивичестата хиена намаляват, въпреки че ловът им се регулира със закон |
| Израел                       | 100–170                                  | Застрашен вид                                                             | Числеността на вида се възстановява след кампанията за изтравяне със стрихнин в периода 1918 – 1948. Защитен вид са. Пътнотранспортните произшествия са най-сериозната заплаха за вида                                                                    |
| Йордания                     | Неизвестна                               | Застрашен вид                                                             | В миналото активно са били убивани, но днес са защитени |
| Кения                        | 1000–2000                                | Нисък риск                                                                | Ивичестите хиени намаляват в Кения, заради ускореното разрушаване на естествените местообитание и бракониерство |
| Кувейт                       | 0                                        | Вероятно е изчезнала                                                      | |
| Ливан                        | Неизвестна                               | Недостатъчни данни                                                        | |
| Либия                        | Неизвестна                               | Недостатъчни данни                                                        | |
| Мали                         | Неизвестна                               | Недостатъчни данни                                                        | |
| Мавритания                   | Неизвестна                               | Недостатъчни данни                                                        | |
| Мароко                       | 50–500                                   | Застрашен вид                                                             | Въпреки че са защитени от закона, числеността на вида бележи драстичен спад. Днес видът се среща основно в южните планински райони. |
| Непал                        | 10–50                                    | Недостатъчни данни                                                        | Макар и малка популацията е защитена от правителството на страната |
| Нигер                        | 100–500                                  | Застрашен вид                                                             | Въпреки че видът е защитен от закона числеността непрекъснато намалява. |
| Нигерия                      | Неизвестна                               | Застрашен вид                                                             | |
| Оман                         | 100–1000                                 | Застрашен вид                                                             | Въпреки че видът не е застрашен, хиените не са преследвани и са определяни като санитари на природата |
| Пакистан                     | Неизвестна                               | Недостатъчни данни                                                        | |
| Саудитска Арабия             | 100–1000                                 | Застрашен вид                                                             | Видът не е защитен |
| Сенегал                      | 50–100                                   | Застрашен вид                                                             | |
| Сомалия                      | Неизвестна                               | Недостатъчни данни                                                        | |
| Судан                        | Неизвестна                               | Недостатъчни данни                                                        | |
| Сирия                        | Неизвестна                               | Недостатъчни данни                                                        | |
| Таджикистан                  | Неизвестна                               | Застрашен вид                                                             | |
| Танзания                     | Неизвестна                               | Недостатъчни данни                                                        | Видът може да бъде ловуван, въпреки че това не е целеви видов. Пътнотранспортните произшествия са най-честата причина за смъртността |
| Тунис                        | Неизвестна                               | Недостатъчни данни                                                        | |
| Турция                       | В страната има малки изолирани популации | Застрашен вид                                                             | |
| Туркменистан                 | 100–500                                  | Застрашен вид                                                             | Числеността им е намалена от отстрела, но днес са вписани в Червената книга на Туркменистан. |
| Обединени арабски емирства   | 0                                        | Вероятно изчезнала                                                        | |
| Узбекистан                   | 25–100                                   | Застрашен вид                                                             | Ивичестите хиени са убивани в миналото. Днес популациите са изолирани и видът е вписан в Червената книга на Узбекистан и е защитен. |
| Западна Сахара               | Неизвестна                               | Недостатъчни данни                                                        | |
| Йемен                        | Неизвестна                               | Недостатъчни данни                                                        | |

## Местообитания
Ивичестите хиени предпочитат сухи корита на реки, ручеи, дерета, скалисти клисури и пещери. Живеят в райони с ниски глинести хълмове с пустинна и степна растителност. Срещат се и в области, обрасли с гъсти храсти. Избягват обаче високите планини и обширни гористи местности. Живеят най-много до 3300 метра надморска височина. Ако обитават пустиня, то източникът на вода трябва да се намира в рамките до 10 километра. Предпочитат слабо населени райони, но понякога посещават градини, лозя и бостани. Хиените не обитават райони, където има стабилна снежна покривка и не понасят висока влажност на въздуха. Често могат да бъдат открити в близост до населените места.

## Описание
Ивичестата хиена е сравнително едро животно. Височината при холката достига до 80 см. Теглото при възрастните е средно около 35 кг, като при мъжките достига до 55 кг. Мъжките са по-едри от женските. Козината е груба и права, като променя дължината и плътността си спрямо сезоните. През зимата е плътна и мека, с гъст вторичен слой. Космите са с дължина 50-75 мм от двете страни, 150-225 мм по гривата и 150 мм на опашката.
Краката са здрави и извити. Предните са по-дълги, отколкото задните като така линията на гърба силно се скосява в посока към крупата. При вървеж тялото изглежда още по-принизено в областта на задницата. Предните и задните крайници са снабдени с по четири пръста, които винаги са тясно свързани помежду си. Шията е къса и силна. Главата е масивна, с тежка долна челюст и големи, широки, заострени уши. Главата е въоръжена с масивни дъвкателни мускули. Зъбите са изключително мощни и дават възможност на хиената да се храни с масивни кости.
Ивичестите хиени не са гласовити животни. Звуците им са ограничени до вой и бърборещ „смях“. Не е подобен на „смеха“ на петнистата хиена.

## Поведение
Ивичестата хиена е предимно нощно животно, рядко е активна и денем. За разлика от петнистите хиени не образува стада.

### Хранене
Основно се хранят с мърша като често силните челюсти им помагат да сдъвчат големите кости на глозганите от тях трупове. Практически обаче ивичестата хиена е всеядна. Тя се храни с всевъзможна храна, която открива. Храни се с насекоми, разрушава птичите гнезда и изяжда яйцата в тях, а напролет в Средна Азия и Задкавказието се възползва от снасянето на яйца на костенурките като често ги унищожава. Корубата на голените костенурки също не представлява проблем за зъбите на хиената.
Растенията съставят немалък процент от менюто на хиената. Представителите се хранят с различни видове сочни растения като дини, пъпеши, при което нанасят често вреди по обработваните от човека площи. Хранят се и с орехи и семена.

### Размножаване
В северните части на ареала ивичестите хиени се чифтосват в периода януари—февруари, а на юг то не е сезонно обусловено. По аналогичен начин е състоянието и сред хиените отглеждани в зоологическите градини. Бременността е с продължителност 90 — 91 дни. Раждат от 2 до 4 малки, които проглеждат седмица или малко по-късно. В отглеждането им вземат участие и двамата родители, но когато са в плен е възможно мъжките да изядат малките. Половата зрялост при младите настъпва на 3 – 4-годишна възраст.